# Bayali jezik
Bayali jezik (ISO 639-3: bjy), izumrli australski jezik porodice pama-nyunga koji se nekad govorio na ušću rijeke Fitzroy pa u unutrašnjost do Boomer Rangea.
Bio je jedini predstavnik waka-kabijske podskupine kingkel. Bio je poznat pod još cijelim nizom naziva: biyali, charumbul, darambal, darawal, darumbal, kooinmarburra, kuinmurbara, ningebal, orambul, tarumbal, tharumbal, urambal, warabal, yetimarala.

## Vanjske poveznice
- Ethnologue (14th)
- Ethnologue (15th)